# Euglossa nigrosignata
Euglossa nigrosignata là một loài Hymenoptera trong họ Apidae. Loài này được Moure mô tả khoa học năm 1969.